# Konstantin Anatoljewitsch Jemelin
Konstantin Anatoljewitsch Jemelin (russisch Константин Анатольевич Емелин; * 14. Januar 1988 in Ufa, Russische SFSR) ist ein ehemaliger russischer Eishockeyspieler. Sein Vater Anatoli Jemelin war ebenfalls als Eishockeyspieler tätig und ist nun als Trainer aktiv.

## Karriere
Konstantin Jemelin begann seine Karriere als Eishockeyspieler in der Nachwuchsabteilung des HK Lada Toljatti, wo sein Vater als Spieler tätig war. Für die zweite Mannschaft Toljattis war Konstantin Jemelin von 2003 bis 2007 in der drittklassigen Perwaja Liga aktiv, wobei er in der Saison 2006/07 sein Debüt für das Profiteam von Lada Toljatti in der Superliga gab. In seinem Rookiejahr stand er in drei Spielen auf dem Eis, in denen er punkt- und straflos blieb. Während der folgenden Spielzeit lief der Angreifer zunächst in der Wysschaja Liga, der zweiten russischen Spielklasse, für Toros Neftekamsk und Gasprom-OGU Orenburg auf, ehe er die Saison bei der zweiten Mannschaft von Lada Toljatti in der Perwaja Liga beendete. 
Nachdem  Jemelin in der Saison 2008/09 für Jermak Angarsk in der Wysschaja Liga auf Torejagd ging, durchlebte er im folgenden Jahr eine turbulente Spielzeit. Zunächst trat er für den HK Sibir Nowosibirsk in zwei Spielen in der Kontinentalen Hockey-Liga an, ehe er in der multinationalen Nachwuchsliga Molodjoschnaja Chokkeinaja Liga für die Juniorenmannschaften Sibirskije Snaiperi Nowosibirsk und Ladja Toljatti antrat. Die Spielzeit selbst beendete er in der zweiten Liga bei Sauralje Kurgan. 
In der Saison 2010/11 stand Jemelin wieder bei seinem Heimatverein Lada Toljatti unter Vertrag, der aus finanziellen Gründen freiwillig in die neue zweite Spielklasse, die Wysschaja Hockey-Liga, ging. In der Saison 2011/12 lief er für ZSK WWS Samara in der Perwaja Liga auf. 

## Statistik
(Stand: Ende der Saison 2010/11)